# バス (魚)
バス (英語 bass) は、スズキ目（大部分はスズキ亜目）のいくつかの種の総称。日本産の中ではスズキ (Japanese seabass) が代表的なので、bassをスズキと訳すことがある。
ブラックバスの駆除に熱心な琵琶湖近辺では、ビワスズキという名称でフライなどのブラックバス料理を売り物にしているレストランなども存在する。
分類学的には雑多なグループであり共通点は少ないが、肉食であること、釣りの引きが激しくゲームフィッシング (Game fishing)の対象として好まれること（いわゆる「グッドファイター」）などが共通している。本来は食用となるが、ゲームフィッシングではキャッチ&リリースされることも多い。日本で特定外来生物に指定されている魚は、キャッチのみでリリースは禁止されている場所も多い。
代表的なバスの多くは、北米の淡水域および近海に分布する。
Macquaria 属には、バスともパーチとも名づけられた種属もいて、Macquaria novemaculeataは、オーストラリアバス (Australian bass)、 Macquaria colonorumは、エスチュアリィパーチ（Estuary perch） と呼ばれ、Macquaria 属には、パーチと名づけられた種が多い。
同じ肉食性で、釣りの引きが激しくゲームフィッシング (Game fishing)の対象として好まれるコイ目コイ科のハスとは無関係である。

## ブラックバス

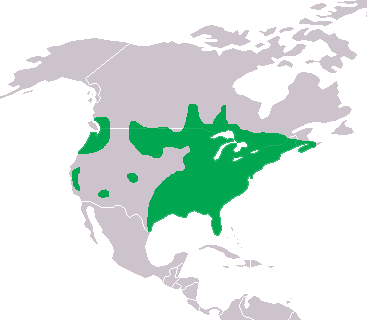
北アメリカ諸国における、サンフィッシュ科の生息域

サンフィッシュ科は北米の淡水魚だが、そのうちコクチバス属 Micropterus とアムブロプリテス属 Ambloplites がバスに含まれ、ブラックバス (black bass) と総称される。ただし、狭義にはコクチバス属のみをブラックバスと呼ぶ。
日本には本来はブラックバスなど淡水産のバスは生息しないが、外来魚としてコクチバス属のコクチバスとオオクチバスが棲んでおり、単にバスといった場合はこれらを指すことが多い。
サンフィッシュ科には他にブルーギル等と同属Lepomisの一種ウォーマウスサンフィッシュ（Lepomis gulosus）が、他のLepomisと比べ口が大きく性質も魚食性の傾向があることから、釣り師からウォーマウスバスと呼ばれる。

## シーバス
海産のバスはシーバス (Sea bass、Seabass) といい、日本では特にスズキを指すことが多い。スズキは出世魚で、正確に呼ぼうとすると大きさと地方により呼び名が変わって煩わしいこともあり、ゲームフィッシングの愛好家にシーバスと呼ばれることが多い。日本でシーバスといえばアカメ属のバラマンディを指すこともある。
ただし、北米で単にシーバスというと、特にハタ科のシーバス、中でも北米大西洋岸に棲むブラックシーバス (Black sea bass)を指すことが多い。
シーバスの基準種は、ニシウミスズキ(Dicentrarchus labrax)である。

## 主な種
- スズキ亜目 Percoidei

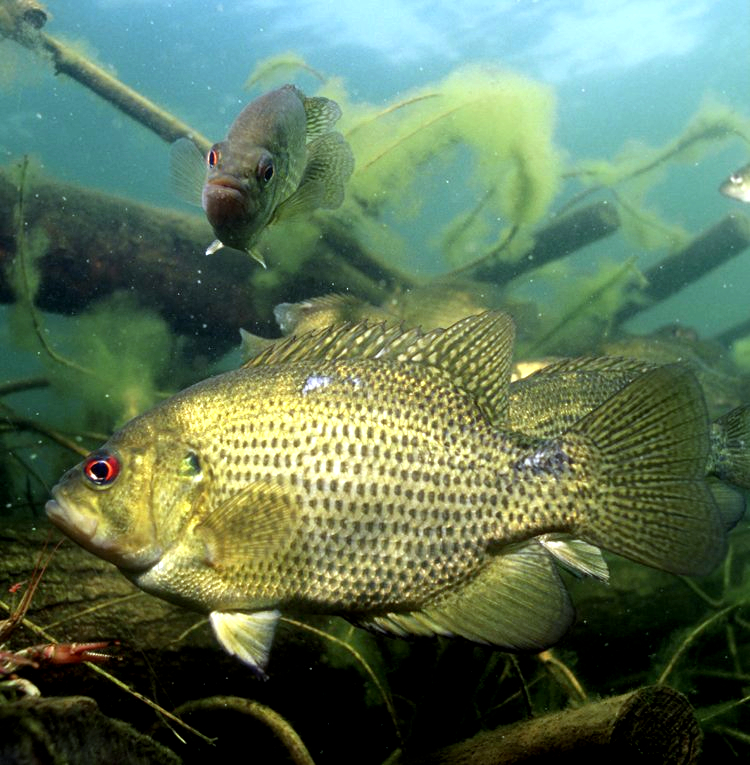
ロックバス

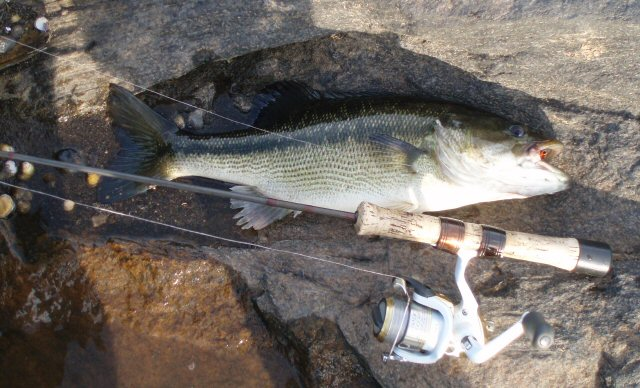
スポッテッドバス

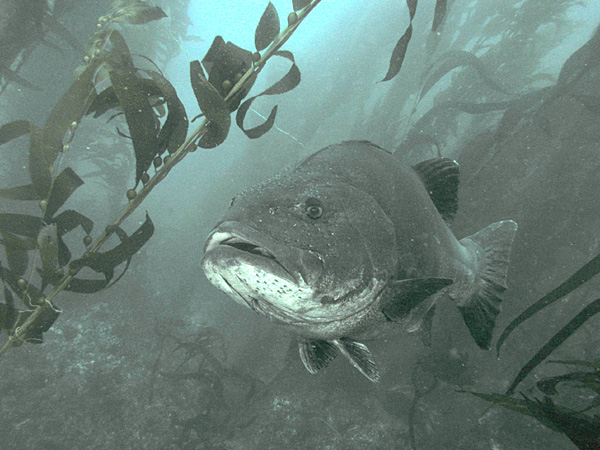
コクチイシナギ

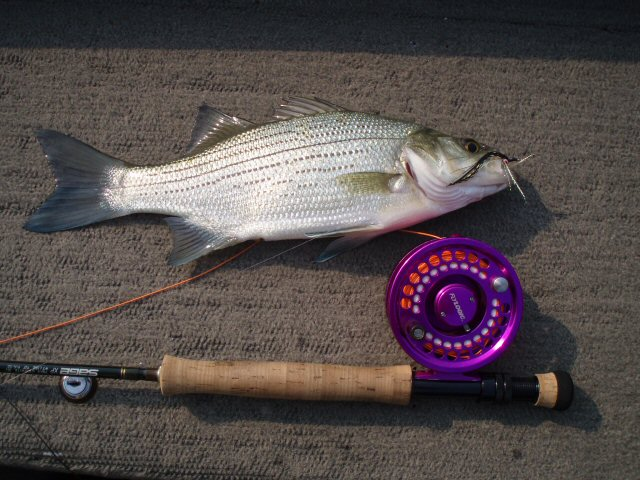
ホワイトバス

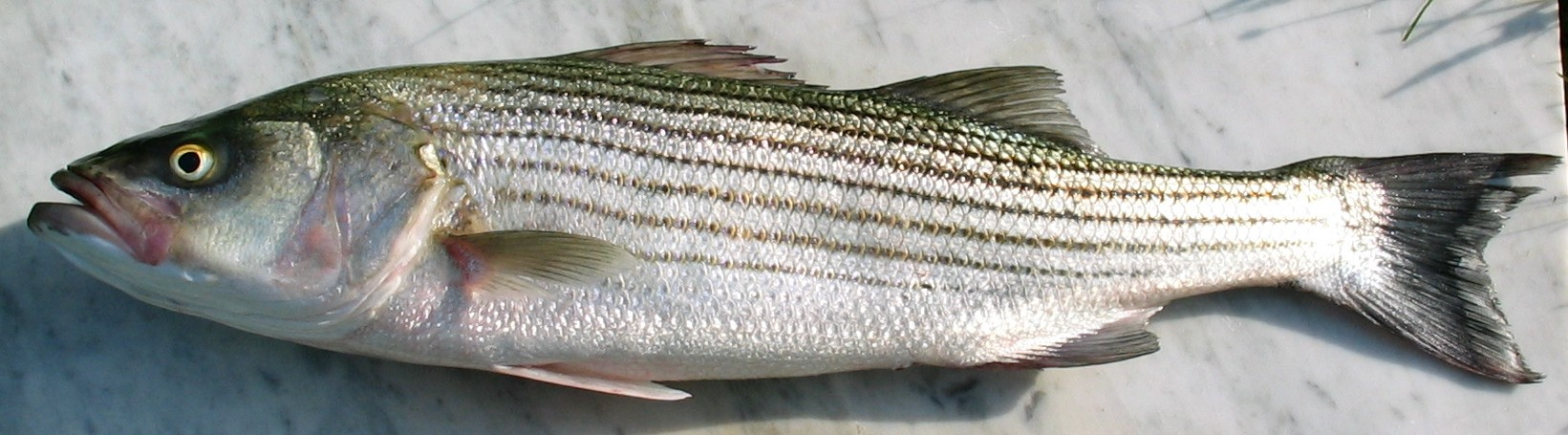
ストライプトバス

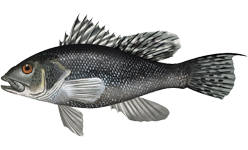
ブラックシーバス

  - サンフィッシュ科 Centrarchidae
    - シャドウバス (shadow bass) Ambloplites ariommus - 淡水魚
    - ローノークバス (Roanoke bass) Ambloplites cavifrons - 淡水魚
    - オザークバス (Ozark bass) Ambloplites constellatus - 淡水魚
    - ロックバス (rock bass) Ambloplites rupestris - 淡水魚
    - ショールバス (shoal bass) Micropterus cataractae - 淡水魚
    - レッドアイバス (redeye bass) Micropterus coosae - 淡水魚
    - コクチバス (smallmouth bass) Micropterus dolomieu - 淡水魚
    - スワニーバス (Suwannee bass) Micropterus notius - 淡水魚
    - スポッテッドバス (spotted bass) Micropterus punctulatus - 淡水魚
    - オオクチバス (largemouth bass) Micropterus salmoides - 淡水魚
    - グアダルーペバス (Guadalupe bass) Micropterus treculii - 淡水魚

  - ハタ科 Serranidae
    - アカイサキ (Schlegel's red bass) Caprodon schlegelii - 海水魚
    - ブラックシーバス (Black sea bass) Centropristis striata - 海水魚
    - カスリハタ (potato bass) Epinephelus tukula - 海水魚
    - トゲハナスズキ (spotlined bass) Liopropoma japonicum - 海水魚
    - ケルプバス、カリコバス (Kelp Bass) Paralabrax clathratus - 海水魚
    - バードサンドバス (barred sand bass) Paralabrax nebulifer - 海水魚
    - スポッテッドサンドバス (spotted sand bass) Paralabrax maculatofasciatus - 海水魚
    - カスミサクラダイ (barred red bass) Plectranthias japonicus - 海水魚

  - シマイサキ科 Terapontidae
    - コトヒキ(Tiger bass) Terapon jarbua- 汽水魚

  - スズキ科（狭義） Lateolabracidae
    - スズキ (Japanese seabass) Lateolabrax japonicus - 海水魚
    - ヒラスズキ (blackfin seabass) Lateolabrax latus - 海水魚
    - タイリクスズキ、ホシスズキ (spotted sea bass) Lateolabrax maculatus - 海水魚

  - ペルキクティス科（狭義） Percichthyidae
    - オーストラリアンバス (Australian bass) Macquaria novemaculeata - 淡水魚（汽水で産卵）
    - イシナギ (Japanese giant seabass) Stereolepis doederleini - 海水魚
    - コクチイシナギ (giant sea bass) Stereolepis gigas - 海水魚

  - モロネ科 Moronidae
    - ニシウミスズキ (European seabass) Dicentrarchus labrax - 海水魚
    - スポッテッドシーバス (spotted seabass) Dicentrarchus punctatus - 海水魚
    - ホワイトバス (white bass) Morone chrysops - 淡水魚
    - イエローバス (yellow bass) Morone mississippiensis - 淡水魚
    - ストライプトバス、シマスズキ、ストライパー (striped bass) Morone saxatilis - 汽水魚

  - ニベ科 Sciaenidae
    - ホワイトシーバス (white seabass) Atractoscion nobilis - 海水魚

  - シキシマハナダイ科 Callanthiidae
    - シキシマハナダイ (yellowsail sea bass) Callanthias japonicus - 海水魚
- ベラ亜目 Labroidei
  - シクリッド科 Cichlidae
    - ピーコックバス（peacock bass） Cichla sp. - 淡水魚
- ノトテニア亜目 Notothenioidei
  - ノトテニア科 Nototheniidae
    - マジェランアイナメ、メロ、チリアンシーバス (Chilean sea bass) Dissostichus eleginoides - 海水魚
    - ライギョダマシ (Antarctic toothfish) Dissostichus mawsoni - 海水魚

## 利用
- 鱗は取らず、湯で表面の臭みを洗ってから、塩などで下味をつけ、生姜や葱などの薬味を乗せて蒸し、熱した胡麻油を掛け、後でたれをかけた「清蒸鱸魚」（シンジョウロギョ）は「バスの中華風蒸し」又は、「鱸の中華風蒸し」として中華料理では定番の一品となっている。

## バスから名付けられたもの
- バス (SSK-2) （潜水艦）